# Charaxes bachmetjevi
Charaxes bachmetjevi är en fjärilsart som beskrevs av Fischer 1904. Charaxes bachmetjevi ingår i släktet Charaxes och familjen praktfjärilar. Inga underarter finns listade i Catalogue of Life.